# Strobopagurus
Strobopagurus (лат.) — род морских глубоководных десятиногих раков из семейства Parapaguridae надсемейства раков-отшельников (Paguroidea). Обитают в тропических водах Тихого и восточной части Атлантического океанов на глубине 110—1200 м. В ископаемом виде неизвестны. Они безвредны для человека, их охранный статус не определён, объектом промысла не являются.

## Виды
На август 2023 года в род включают 3 вида:
- Strobopagurus breviacus Lemaitre, 2004
- Strobopagurus gracilipes (A. Milne-Edwards, 1891)
- Strobopagurus sibogae (de Saint Laurent, 1972)